# 中谷和弘
中谷 和弘（なかたに かずひろ、1960年5月 - ）は、日本の法学者。東京大学名誉教授。東海大学法学部教授。専門は国際法。

## 略歴
- 1960年5月 - 東京都に生まれる[3]
- 1979年 - 筑波大学附属駒場高校卒業
- 1983年3月 - 東京大学法学部卒業[3]
- 1983年4月 - 東京大学法学部助手[3]
- 1986年4月 - 東京大学法学部助教授[3]
- （1988年10月～1989年8月 - 英国オックスフォード大学客員研究員）[2]
- 1991年4月 - 東京大学大学院法学政治学研究科助教授[3]
- 1999年4月 - 東京大学大学院法学政治学研究科教授[3]
- 2024年4月 - 東海大学法学部教授[2]
- 2024年6月 - 東京大学名誉教授[1]

## 社会的活動
国際法学会理事、日本空法学会理事、国際法曹協会エネルギー天然資源法部会学術諮問会議委員、産業構造審議会臨時委員、外務省契約監視委員会委員、国際法協会日本支部理事、日本国際フォーラム政策委員などを務める。
2015年7月、国際法学者の大沼保昭、政治学者の三谷太一郎や藤原帰一らと共に、8月の終戦記念日前後に発表されるのではと報道されていたいわゆる「安倍談話」に対し、過去の首相談話を継承するよう求める共同声明を出した。
2020年3月、当時の総理大臣安倍晋三、弁護士野村修也と公邸で面談した。

## 著書

### 単著
- 『ロースクール国際法読本』（信山社、2013年）
- 『為替操作、政府系ファンド、途上国債務と国際法』（東信堂、2021年）
- 『国家による一方的意思表明と国際法』（信山社、2021年）
- 『航空経済紛争と国際法』（信山社、2022年）
- 『世界の島をめぐる国際法と外交』（信山社、2023年）
- 『経済安全保障と国際法』（信山社、2024年）
- 『The Kaleidoscope of International Law』（シュプリンガー、2024年）

### 共編著
- （山口厚）『融ける境 超える法2 安全保障と国際犯罪』（東京大学出版会、2005年）
- （植木俊哉・河野真理子・森田章夫・山本良）『国際法』（有斐閣アルマ、初版2006年、第2版2011年、第3版2016年）
- （塩川伸明）『法の再構築2 国際化と法』（東京大学出版会、2007年）
- （秋月弘子・西海真樹）『人類の道しるべとしての国際法――平和、自由、繁栄をめざして 横田洋三先生古稀記念論文集』（国際書院、2011年）
- （岩沢雄司）『国際法研究』 （信山社、1号2013年～）
- （河野桂子・黒崎将広）『サイバー攻撃の国際法――タリン・マニュアル2.0の解説』（信山社、2018年）
- （浅田正彦）『もう一つの国際仲裁』（東信堂、2022年）